# Unterwellenborn
Unterwellenborn est une commune de la République fédérale d'Allemagne, située dans le Land de Thuringe et l'arrondissement de Saalfeld-Rudolstadt. Elle est connue pour son passé industriel lié à l'usine sidérurgique d'Unterwellenborn.